# Hagelsdorf
Hagelsdorf (luxembourgeois : Haastert) est une section de la commune luxembourgeoise de Biwer située dans le canton de Grevenmacher.